# Tàu điện Dubai
Tàu điện Dubai (tiếng Anh: Dubai Trolley) là một đoạn đường dành cho tàu điện trong sự phát triển Downtown Dubai trong đó sử dụng một đội tàu điện hai tầng để cung cấp cho dịch vụ vận tải và là một điểm thu hút du khách trong và ngoài nước.

## Dự án
Dự án được công bố bởi Emaar Properties vào ngày 23 tháng 4 năm 2008 và khai trương vào cuối năm 2009. Tổng chi phí cho dự án là 500 triệu AED (hơn 136 triệu USD).
Đoạn tàu điện này được xây dựng theo ba giai đoạn và cuối cùng sẽ tạo thành một vòng dài 7 km bao quanh Downtown Dubai.

### Giai đoạn 1
Giai đoạn 1 được khởi công năm 2015. Nó chạy dọc đại lộ Sheikh Mohammed Bin Rashid, với ba trạm dừng tại The Address và khách sạn Manzil Downtown và Vida Downtown.
Giai đoạn 1 ban đầu được lên kế hoạch là tuyến đường vận chuyển liên kết đường cao tốc dài 1,1 km kết nối Tàu điện ngầm Dubai  và Dubai Mall vào cuối năm 2009 nhưng đã bị hoãn vào tháng 7 năm 2010.

### Giai đoạn 2
Giai đoạn 2 sẽ xây dựng đoạn đường dài 4,6 km là một tuyến đường đơn. Nó dự kiến sẽ đi qua tất cả mười trạm trong mạng lưới tàu điện. Để đi hết đoạn đường này tàu sẽ mất khoảng 8 phút. Lễ khai trương ban đầu được lên kế hoạch vào năm 2010.

## Xe điện
Các xe điện là loại hai tầng được lắp ráp tại Hoa Kỳ bởi TIG/m và nó hoạt động bởi nguồn điện hoặc với pin dự phòng được sử dụng trong trường hợp hết điện.